# Romería de Santerón
La Romería de Santerón es una peregrinación a la Ermita de Santerón, situada en el término municipal de Algarra, provincia de Cuenca (Comunidad de Castilla-La Mancha, España).
La celebración festivo-religiosa más importante tiene lugar cada siete años -del 16 al 26 de septiembre- y consiste en ir por la imagen de la Virgen de Santerón a su ermita y bajarla a hombros y sobre sus andas hasta Vallanca, donde se celebra un novenario y procesiones en su honor. Pasado este tiempo se vuelve a subir la imagen a su ermita por el mismo medio. El último septenario fue el XLII y tuvo lugar en 2012: el próximo será el XLIII y tendrá lugar en 2019.
Hay también una celebración anual, que tiene lugar por Pentecostés, con similares características que la septenaria, pero sin bajarse la imagen de la Virgen de Santerón a Vallanca.

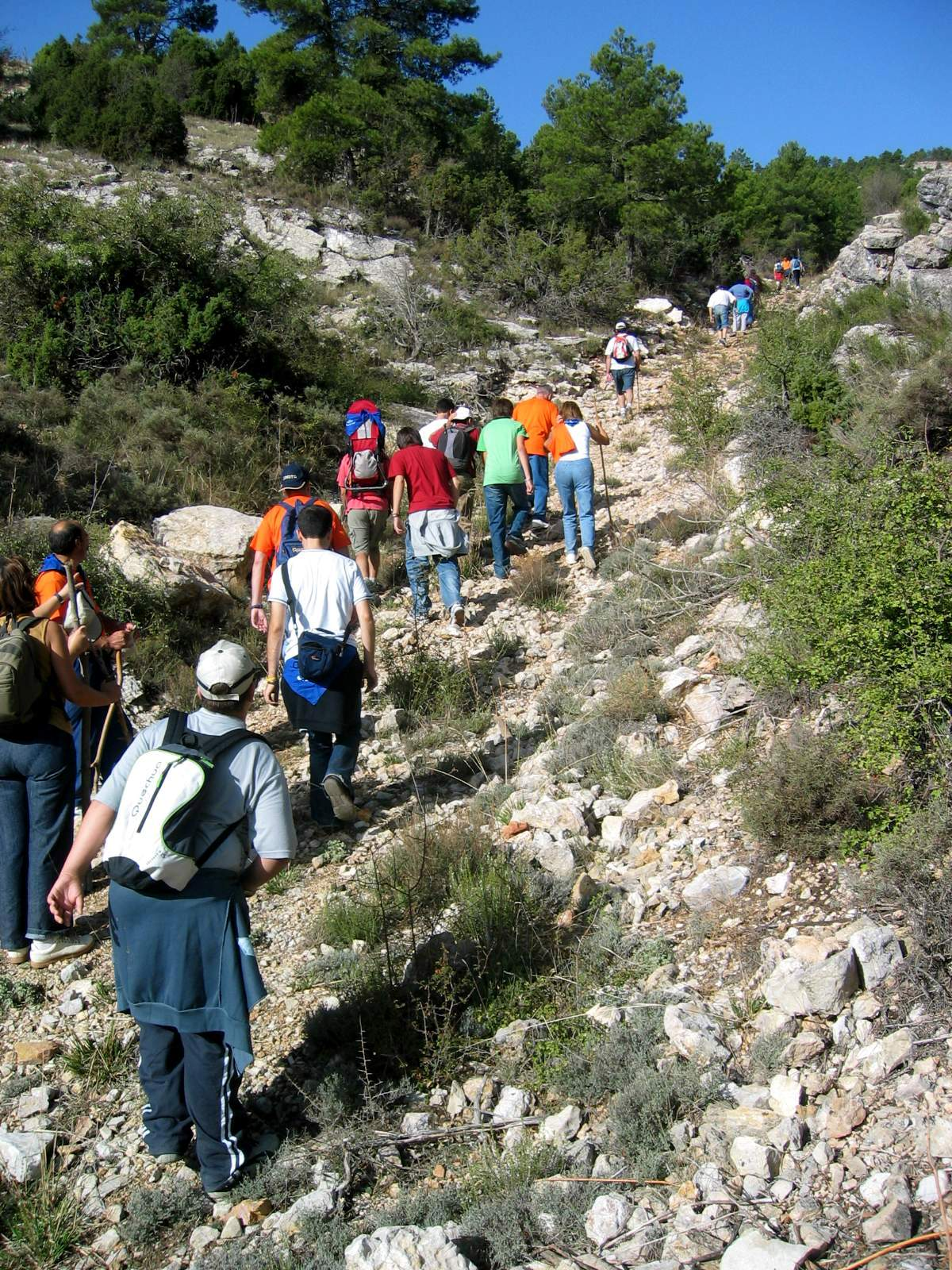
Romería de Santerón: detalle de la subida de peregrinos a la Ermita de Santerón, Algarra (Cuenca), año 2005.

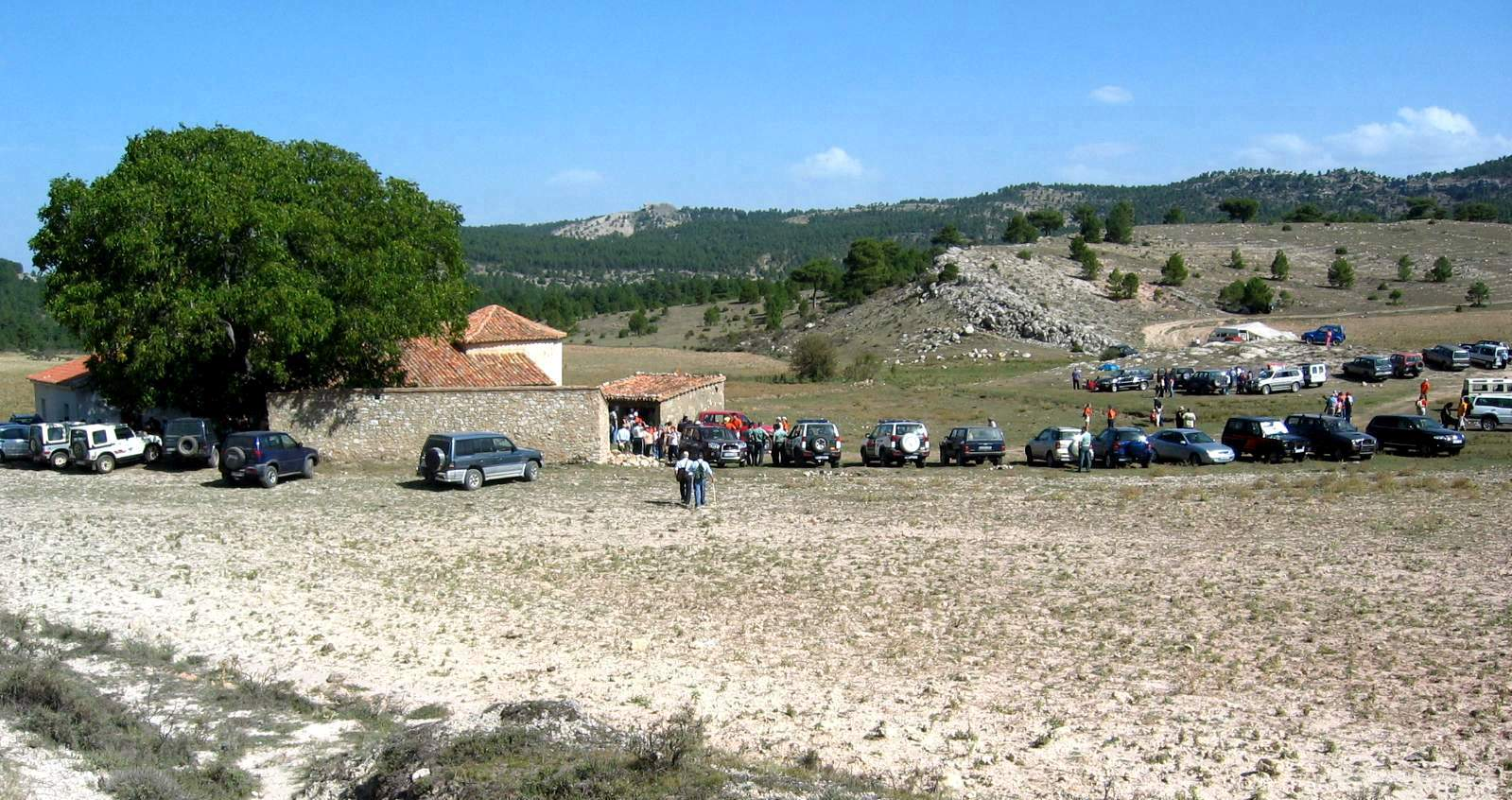
Romería de Santerón: vista general de la ermita de Santerón en Algarra (Cuenca), con detalle del nogal que sombrea la placeta, año 2005.

## Particularidades de la romería
Toda romería se caracteriza por un desplazamiento, recorriendo un camino físico que pretende ser la representación teológica de un camino interior, místico y espiritual. Lo más característico de la Romería de Santerón es el trayecto que se recorre, pues los «santerones»', peregrinos de santerón, inician su marcha en Vallanca, municipio de la comarca del Rincón de Ademuz, Valencia, Comunidad Valenciana, y se desplazan hasta la ermita de Santerón, atravesando la serranía de Santerón, en la zona más meridional de los montes de Albarracín.
El origen secular de la romería se halla en una gran desgracia –unos dicen si fue una gran sequía, otros que una epidemia de peste- que afectó a la población de Vallanca. Según quiere la tradición, la calamidad fue detenida por intercesión de la Virgen de Santerón. Desde entonces y en acción de gracias, los vallanqueros y gentes del entorno comarcal, vienen celebrando esta romería, la cual tiene lugar cada siete años desde 1718, de forma que en 2005 tuvo lugar el XLI septenario.
La Romería de Santerón es muy popular entre las gentes de todas las poblaciones del Rincón de Ademuz –Ademuz, Casas Altas, Casas Bajas, Castielfabib, Puebla de San Miguel, Torrebaja y Vallanca-, especialmente entre los de Vallanca y su anexo Negrón, convocando una gran multitud de devotos, que viven la práctica con especial pasión. No obstante la antigüedad y trayectoria de la Romería de Santerón, ésta no poseía una organización oficial que la amparase. De ahí la constitución de la Cofradía de Santerón, que tuvo lugar en 1997, la cual fue confirmada por el arzobispo de Valencia, cardenal Agustín García-Gasco y Vicente, el 5 de octubre de 2007.

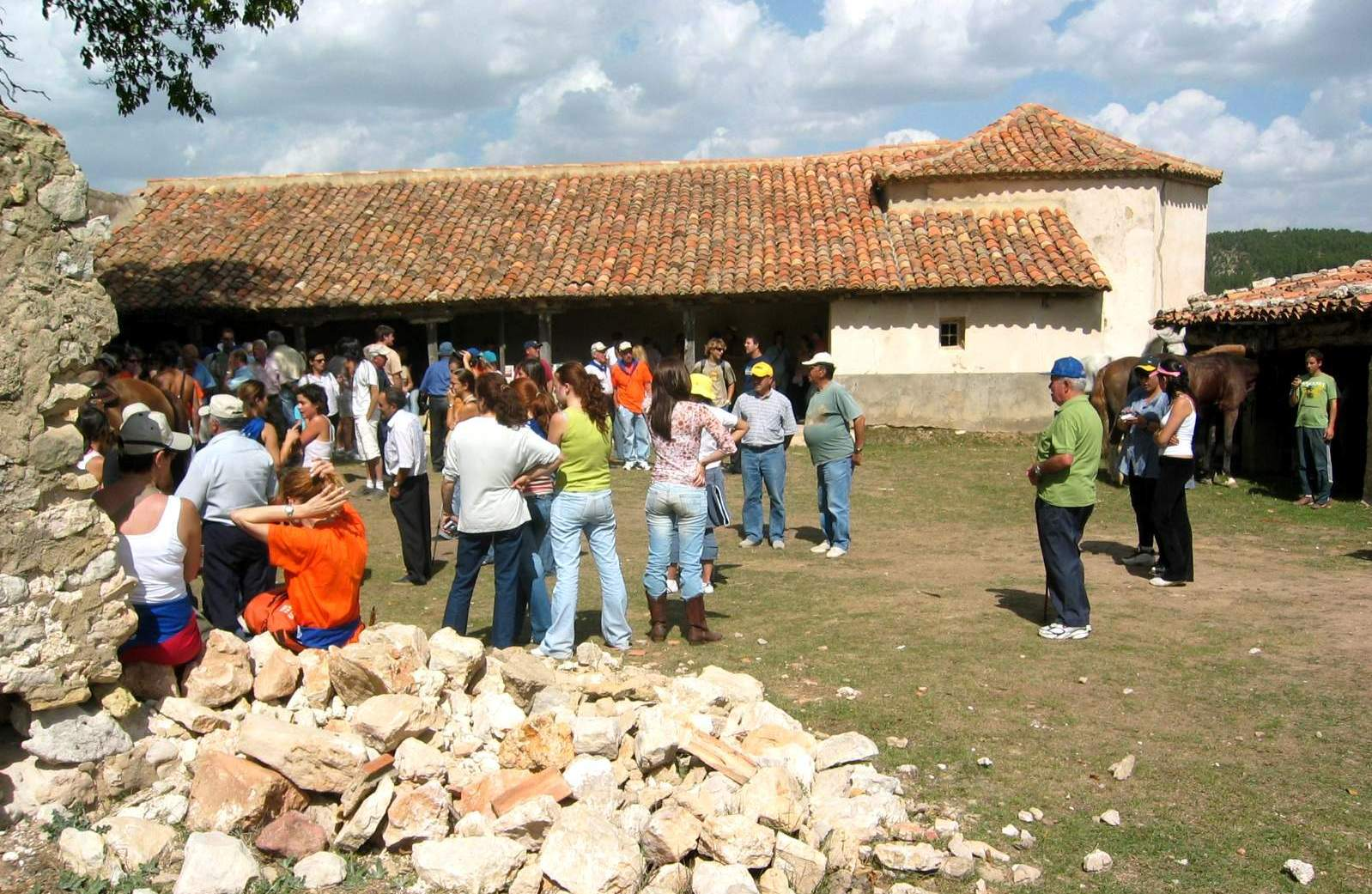
Romería de Santerón: vista parcial de la ermita de Santerón en Algarra (Cuenca), con detalle de peregrinos caminando hacia el ermitorio, año 2005.

## Camino de la ermita de Santerón
La peregrinación se ha realizado siempre caminando o con caballerías bonitamente engalanadas, lo que supone unas tres horas largas de marcha por caminos de herradura, y otros tantos de vuelta; aunque en los últimos septenarios suelen verse también vehículos de motor, merced al acondicionamiento de una pista.
Llegados a la ermita, los peregrinos celebran el encuentro con los amigos y vecinos de otros pueblos, pues allí se dan cita varios cientos de personas de ambas vertientes de la serranía de Cuenca, gentes de Castilla, Aragón y Valencia, bailando frente a la ermita, a los sones del atabal y la dulzaina. El interior se abarrota de fieles, ocupando los bancos de la nave y el alto coro, que protege una esbelta baranda de madera torneada. La imagen de la Virgen se ubica al fondo, sobre sus andas doradas, ceñida por una exuberante arcada de flores. Se trata de una imagen de las llamadas "de vestir", que porta un Niño Jesús en brazos. Tras la veneración de la imagen de la Virgen y una Santa Misa en la ermita, los peregrinos bailan en la plazoleta, bajo la noguera (Juglans regia) que sombrea el recinto. Después del baile se agrupan por pueblos para comer y descansar.
La ermita se halla al fondo de un hermoso valle, en medio de un prado y junto a una fuente, rodeado de montañas pobladas de espesos pinares. Se trata de una construcción con muros de mampostería y piedra en los esquinares, basada en planta alargada y ábside poligonal, cuya entrada se halla protegida por un amplio porche. Posee una sola nave, con coro a los pies y amplio presbiterio, sobre el que luce un bello artesonado mudéjar.

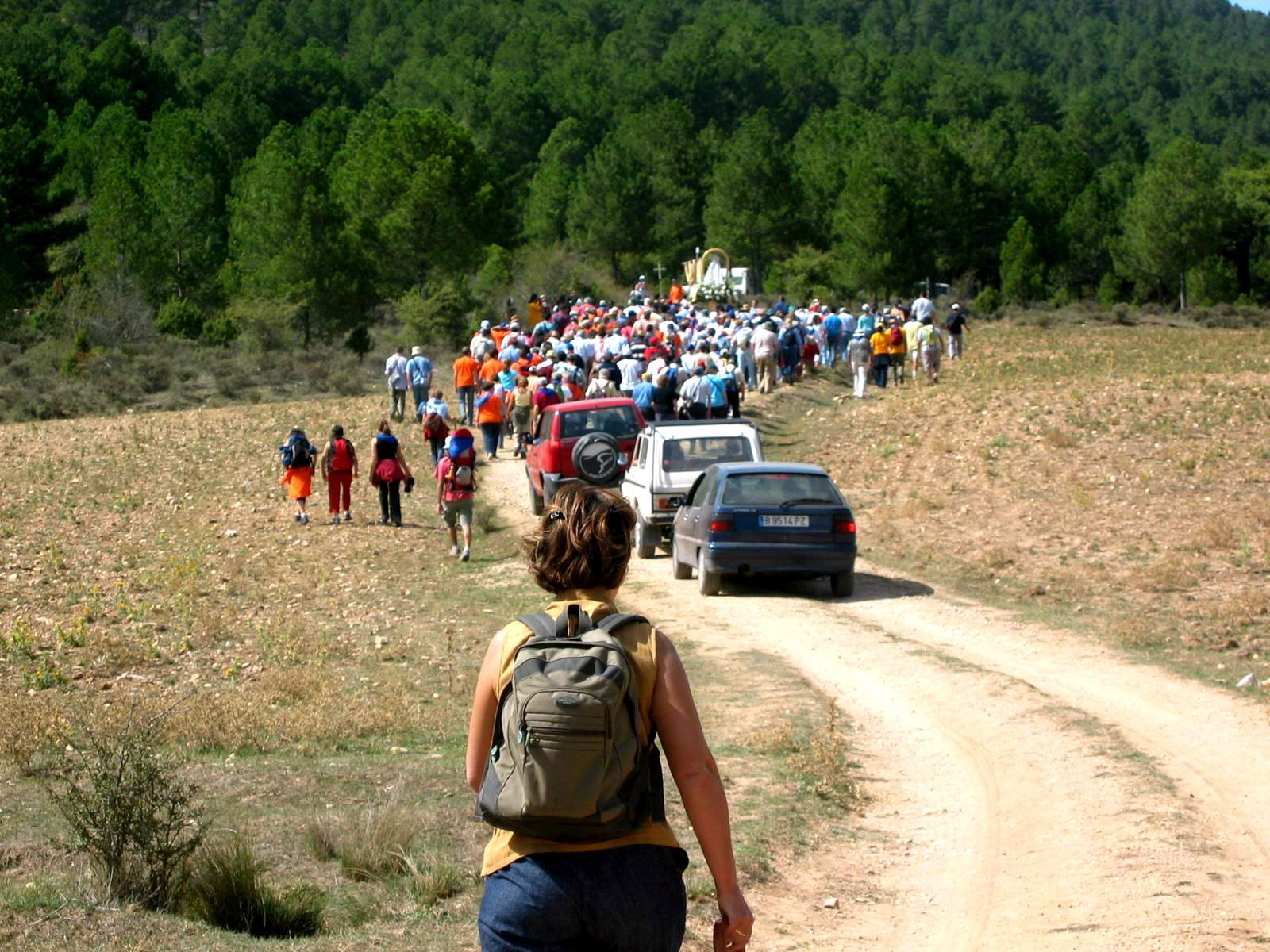
Romería de Santerón: detalle de la salida de peregrinos con la imagen de la Virgen de Santerón, camino del primer descansadero.

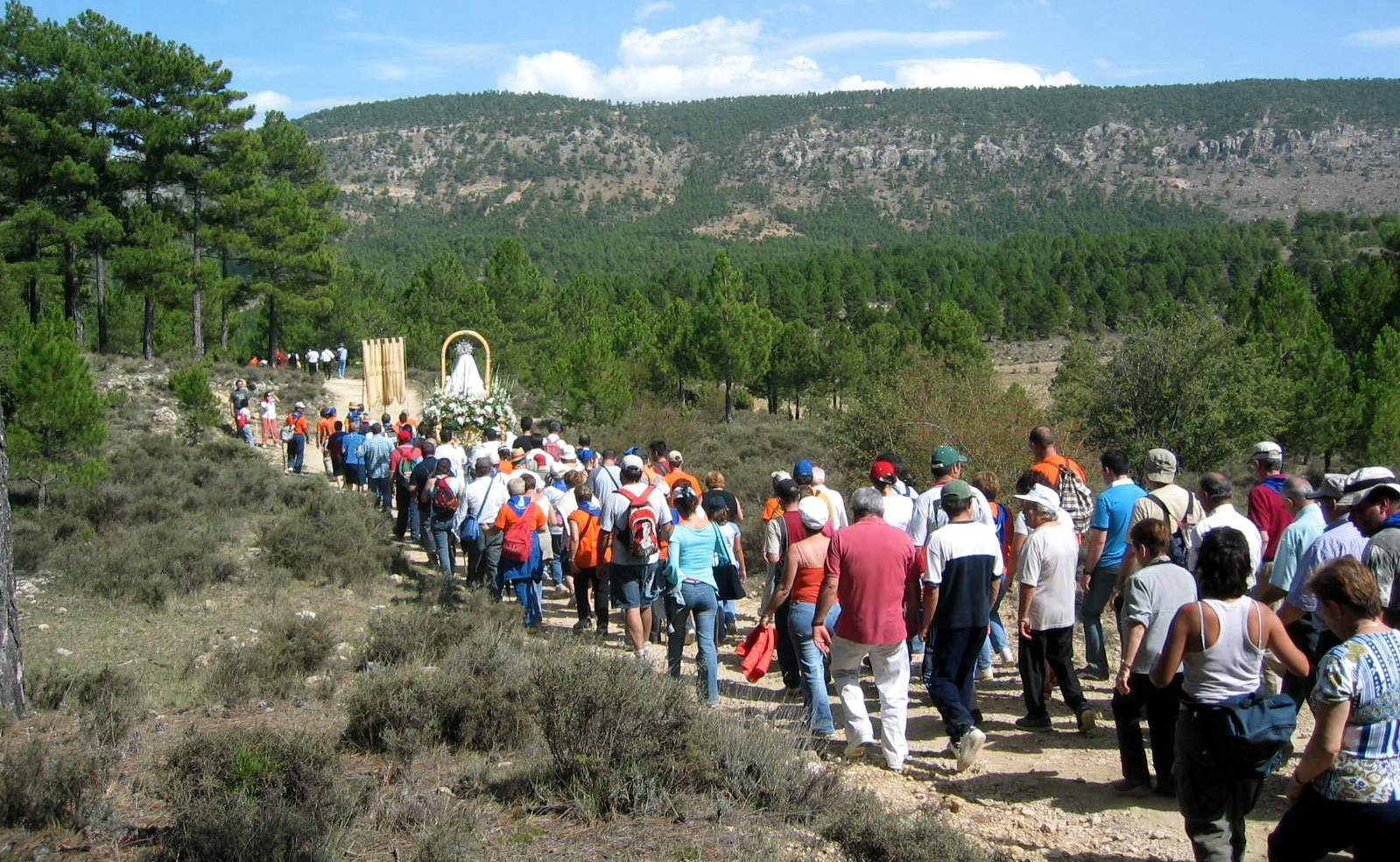
Romería de Santerón: detalle de peregrinos con la imagen de la Virgen de Santerón, camino de Vallanca, año 2005.

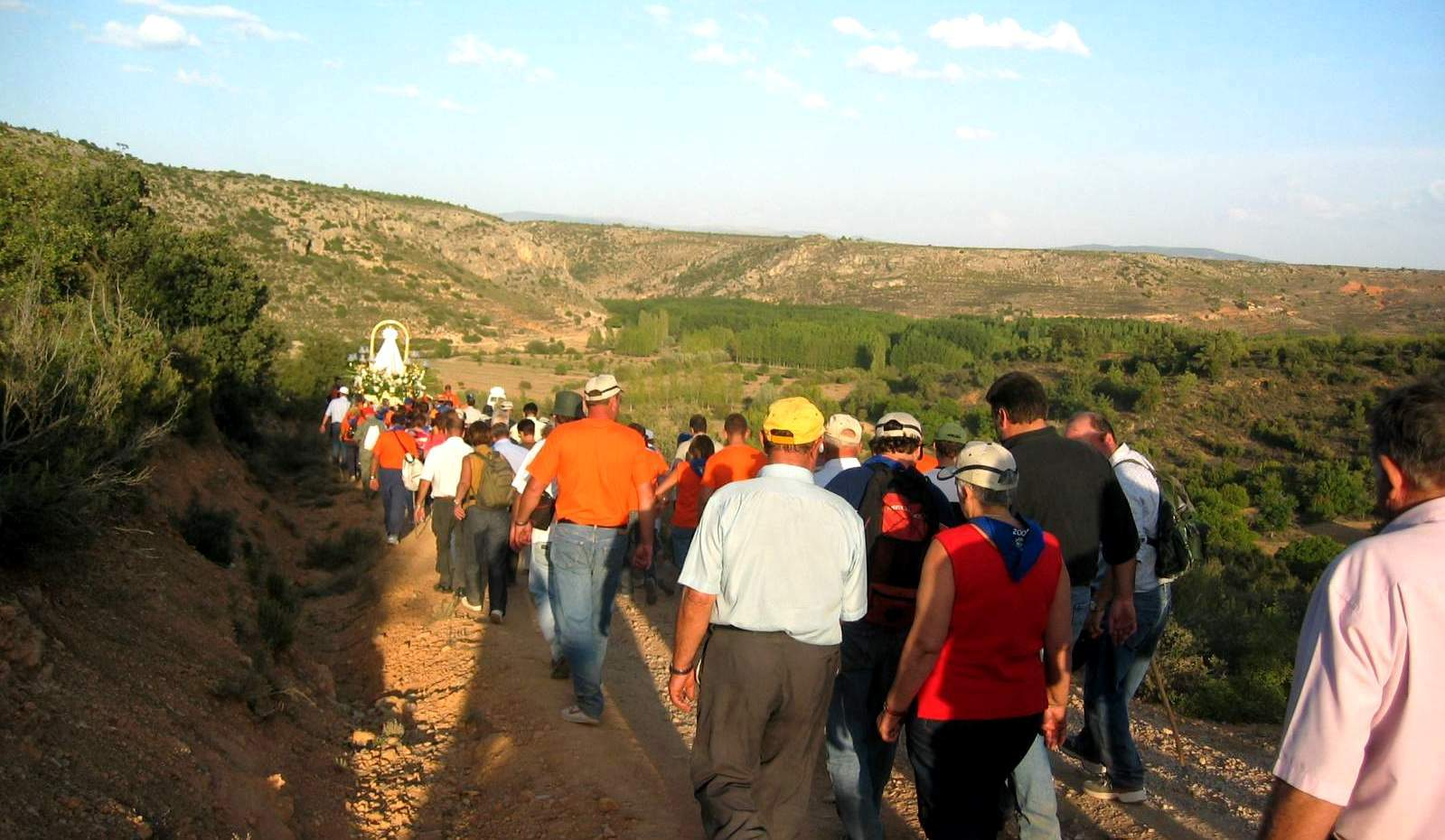
Romería de Santerón: detalle de peregrinos con la imagen de la Virgen de Santerón al atardecer, camino de Vallanca, año 2005.

## Retorno a Vallanca con la Virgen
Después de la siesta, los peregrinos se ponen en marcha, de vuelta a la villa. Los miembros de la Cofradía de Santerón, que organiza el evento romero, sacan de la ermita la imagen de la Virgen, disponiéndola sobre unas andas. De esta forma se inicia el camino inverso, pero ahora siguiendo la pista de tierra para vehículos; antiguamente, sin embargo, el camino de vuelta se realizaba por el mismo que se había subido. Lo cual resulta difícil de imaginar, dado lo empinado de su trayecto, especialmente portando la imagen de la Virgen en andas. De esta forma se organiza una gran comitiva, con gente de todos los pueblos del entorno conquense -Algarra, Casas de Garcimolina, El Cubillo, Santo Domingo de Moya, Salvacañete, Huertos de Moya, Landete...-, del valenciano Rincón de Ademuz y otros lugares de Aragón, que acompañan la imagen hasta la primera parada, varios cientos de metros más adelante. Visto en la lejanía, el séquito resulta impresionante y muy emotivo, con los la cruz y los estandartes de la cofradía precediendo la comitiva.
El trayecto se halla estructurado en ocho tramos, bien establecidos por la tradición y que se hallan señalizados por unos rechonchos pilones de obra, denominados "descansaderos", que sirven para apoyar las andas tras cada recorrido. En el primer descansadero se realiza el denominado "censo del ajuar", donde las autoridades de Algarra y responsables de la cofradía santeronera firman un documento con el recuento de las joyas de la Virgen. Luego se cambias las andas de la Virgen por otras más ligeras y tras el rezo de una Salve se reemprende el camino. Para algunos no es más que un día de fiesta mundano, una excursión en pleno hábitat natural. Sin embargo, a poco que se profundice, puede palparse el encanto y la magia del rico simbolismo que encierra tan singular acontecimiento mariano.
Durante la bajada, los peregrinos más próximos a la imagen van cantando sin cesar el Santo Rosario; mientras otros charlan, ríen o comentan las incidencias de la jornada. Aunque, como el trayecto es largo, hay tiempo para todo. De esta forma van recorriendo los siguientes tramos, el collado del Burro, rento de Valluengo, pozo del Herrero… 
Al atardecer -atrás quedan Las Cabezas, lomas en el tránsito de la sierra-, los peregrinos arriban al sexto descansadero, sito en el fecundo "prado de la Vega". Los portadores, aunque se han ido turnando, aparecen jadeantes y sudorosos; pero en este momento, a la vista del gentío que espera a la Virgen, el cansancio se desvanece y la imagen asemeja deslizarse imperceptiblemente sobre los asistentes, bajo el tupido follaje de chopos y nogueras. Los de la villa llevan la imagen de san Roque, portado sobre sus andas y adornado de faroles. Vienen con la banda de música para recibir a la Virgen de Santerón: "La virginal desposada de Vallanca, reina y señora de estos montes…" -así la invocan los más fervorosos-.

## Arribada a Vallanca y fin de la romería
La llegada siempre es multitudinaria, impregnada de penetrante religiosidad popular. Pues son incontables los devotos y curiosos -hombres, mujeres, ancianos y niños- que esperan anhelosos el momento de la llegada. Dispuesta en el apeadero, la imagen de la Virgen recibe los honores de los danzantes, que bailan a los sones frenéticos del atabal y la flauta... Queda el séptimo descansadero, que está frente a la fuente de "La Teja", junto al polideportivo municipal de La Roca; y el octavo, frente al viaducto de "La Puente", cubierto por el ramaje de un enorme nogal.
Poco después, entre vítores, salves y jaculatorias, la preciada imagen entra en la Villa, justamente por la denominada avenida de la Virgen de Santerón. El gentío acompaña las imágenes de la Virgen y san Roque hasta el templo, ascendiendo satisfecho por las encosteradas calles del pueblo. Otro momento culminante, que se acompaña de una intensa ovación, se produce cuando la imagen de la Virgen se pasa bajo el templete de bardas de la plaza, antes de entrar en el templo parroquial, Nuestra Señora de los Ángeles, donde tiene lugar la eucaristía de bienvenida.
Así concluye la primera parte del septenario, lo que llaman "ir por la Virgen o la bajada de la imagen de la Virgen". Muchos de los presentes, creyentes, indiferentes y agnósticos, comparten la sensación de haber cumplido con la centenaria tradición vallanquera. Ahora les quedan a los devotos nueve días de celebración, para consumar fervorosamente el novenario y divertirse. Llegado el 26 de septiembre –así viene marcado repetidamente por la costumbre- tendrá lugar la despedida de la Virgen, en que de nuevo se subirá su imagen desde Vallanca hasta su ermitorio en Algarra (Cuenca). Desde ese momento, nuevamente comenzará a contar para los más piadosos el tiempo místico, en espera de una nueva celebración. La última correspondió al «XLII septenio», que tuvo lugar en 2012; la próxima el «XLIII septenario» y tendrá lugar en 2019. Unos piensan en los años que tendrán en esa fecha y otros en si vivirán para entonces... Mientras tanto, los que comparten esa fe y sienten la tradición, exclaman: ¡Viva Nuestra Señora, la Virgen de Santerón! ¡Viva!.

## Galería

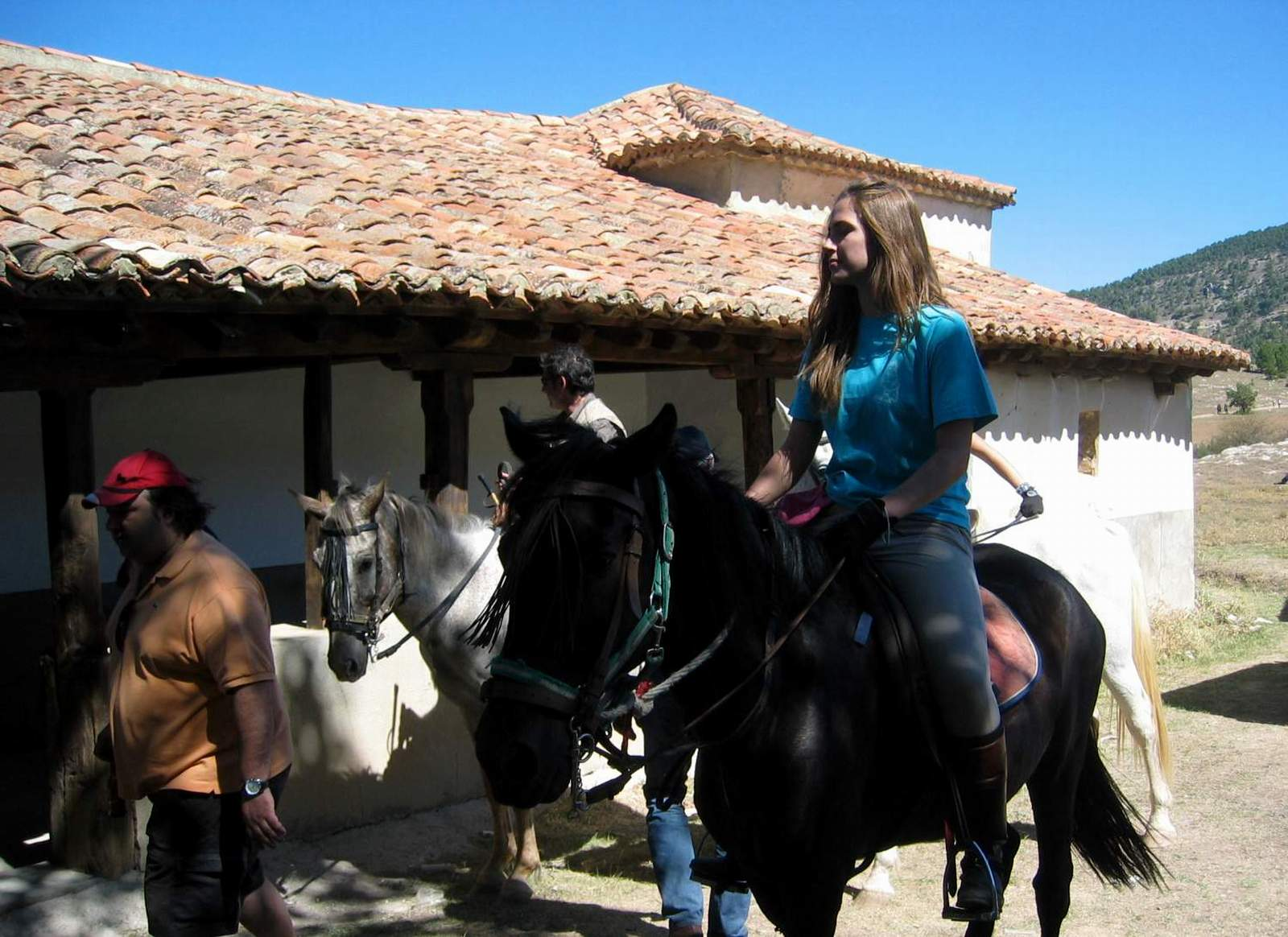
Romería de Santerón: detalle de peregrinos y caballerías en la Ermita de Santerón, Algarra (Cuenca), año 2012.
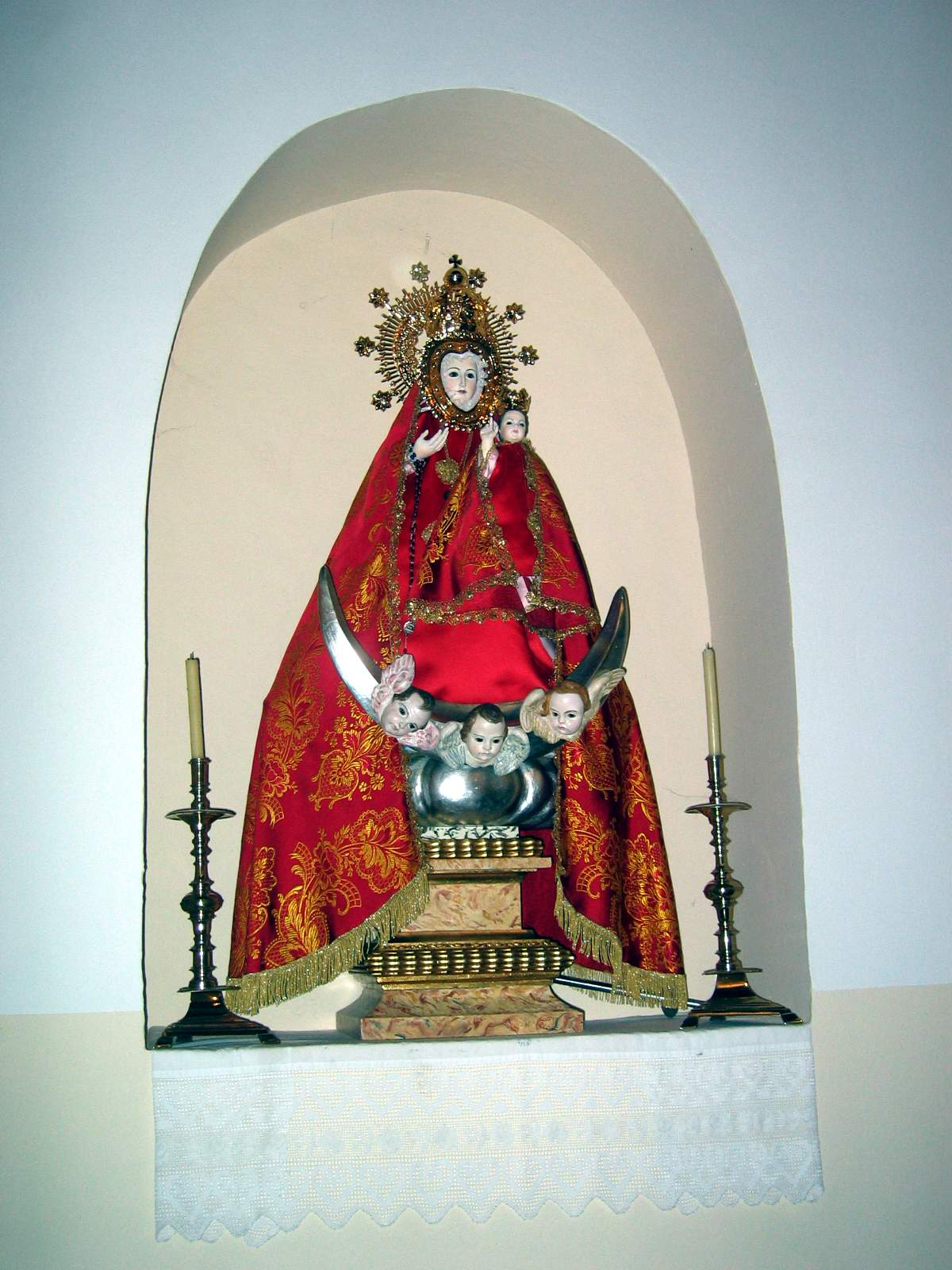
Romería de Santerón: detalle de la imagen de la Virgen de Santerón en su hornacina de la iglesia de Algarra, Cuenca, año 2005.
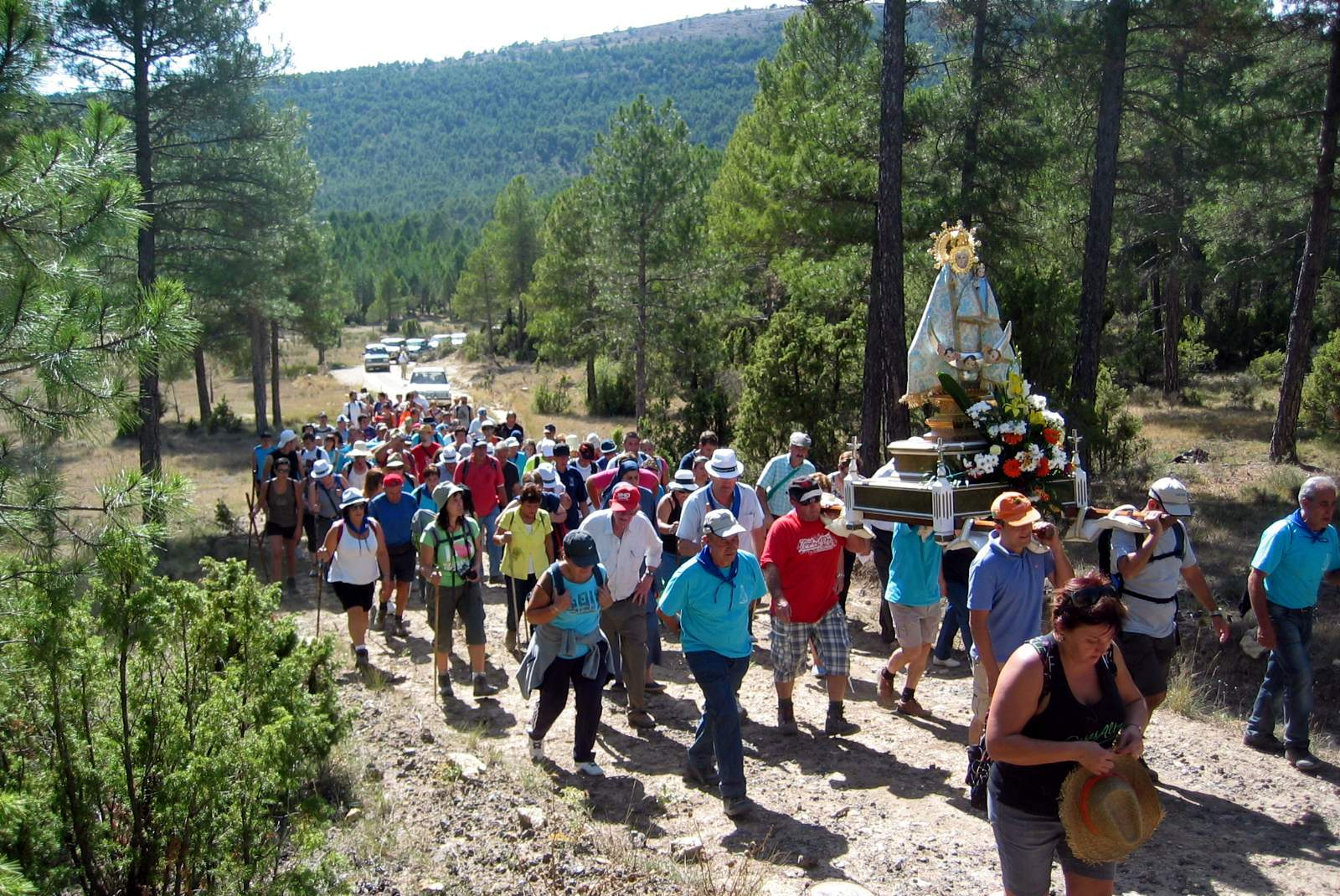
Romería de Santerón: detalle de peregrinos con la imagen de la Virgen de Santerón sobre sus andas, camino de Vallanca (Valencia), año 2012.
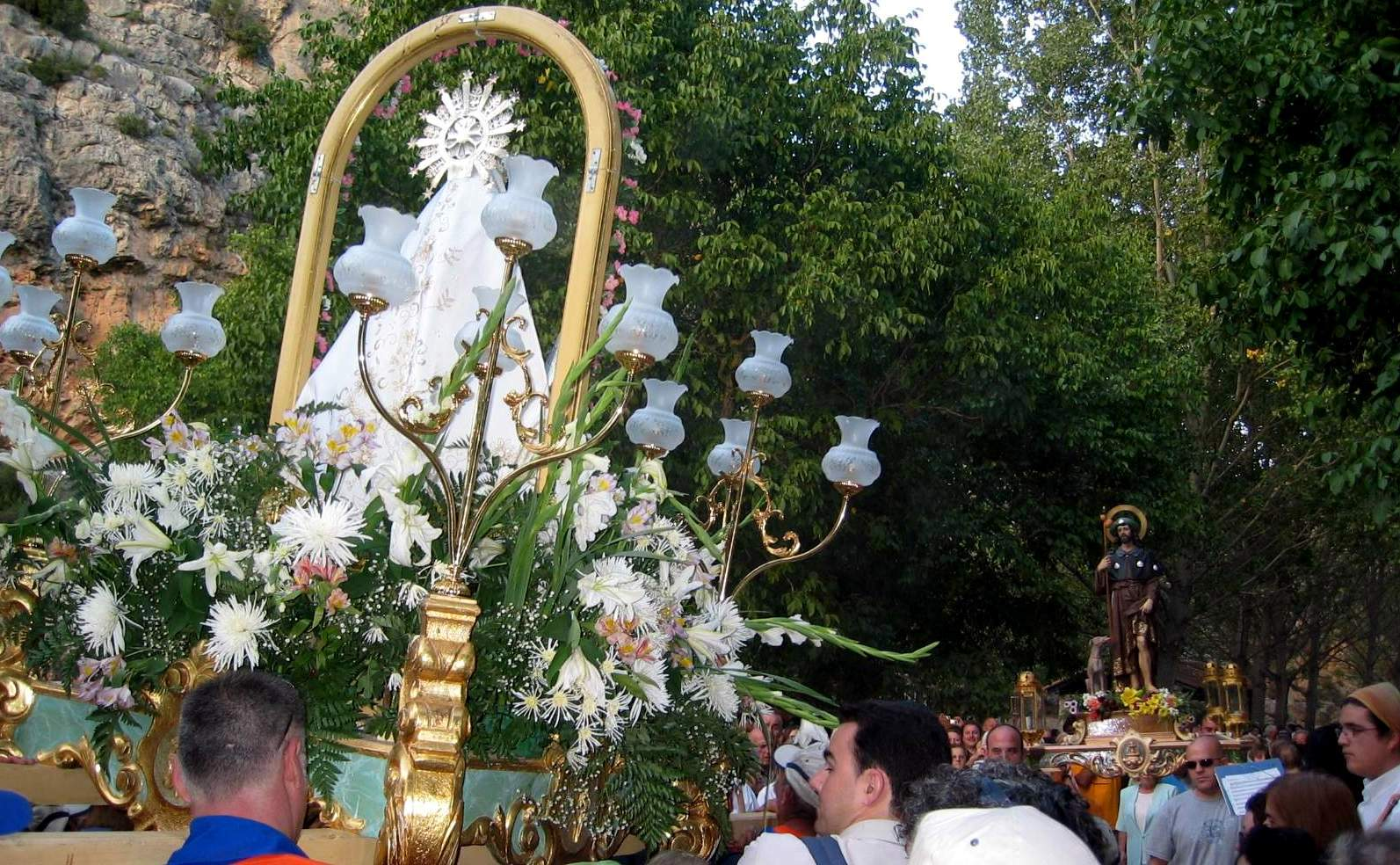
Romería de Santerón: detalle de la arribada de los peregrinos a «La Vega» de Vallanca, encuentro con la imagen de san Roque, año 2005.
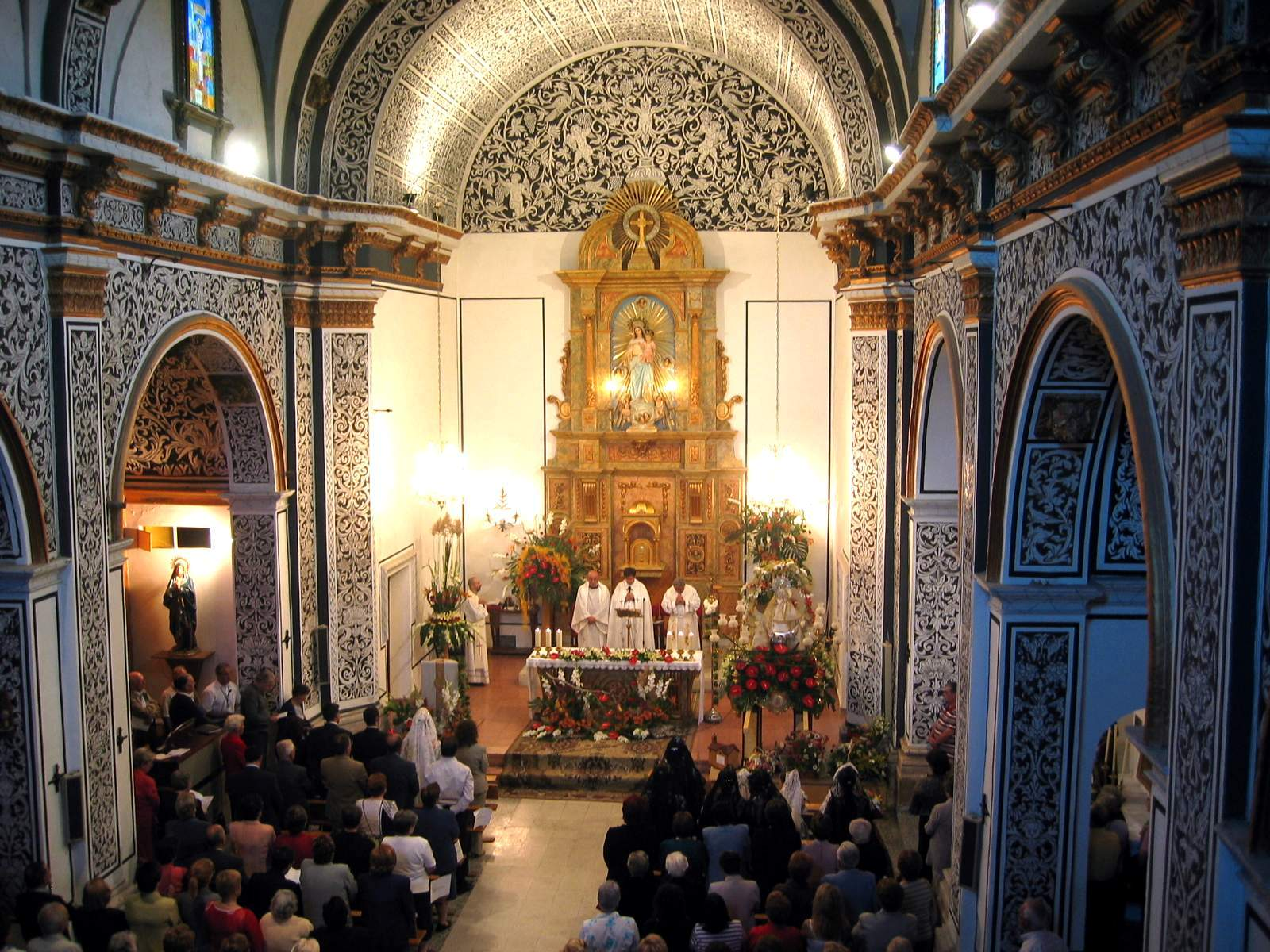
Romería de Santerón: celebración religiosa en la iglesia parroquial de Vallanca (Valencia), durante el XLI septenario, año 2005.